# Notes de théâtre
Notes de théâtre est un ouvrage d’Henry de Montherlant, publié dans la clandestinité en 1943 aux Pays-Bas.

## Historique
Il s'agit d'un opuscule de seize pages édité par les éditions A.A.M. Stols à La Haye pour l'éditeur Pierre Magart à Rosières en Picardie. Achevé d'imprimé en juin 1943 en caractères Garamond, son tirage de cinquante exemplaires sur papier de Hollande est numéroté de 1 à 50. 
L'ouvrage est republié en 1954 dans le volume consacré au théâtre de Montherlant en Pléiade puis en 1968 chez Gallimard.